# Sennertia surinamensis
Sennertia surinamensis es una especie de ácaro del género Sennertia, familia Chaetodactylidae. Fue descrita científicamente por Fain and Lukoschus en 1971.
Habita en Surinam (Paramaribo), Guayana Francesa y Panamá.